# Louis Moe

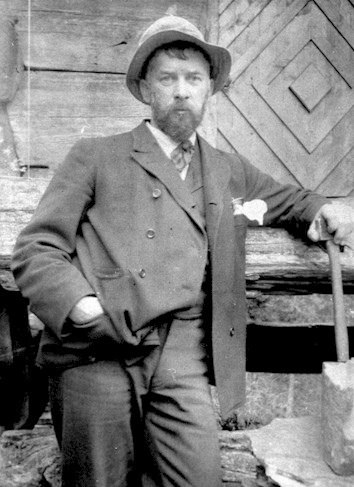
Louis Moe in 1910

Louis Moe, geboren als Louis Maria Niels Peder Halling Moe (Tromøy bij Arendal, Noorwegen, 20 april 1857 - Kopenhagen, 23 oktober 1945), was schilder, tekenaar, illustrator en auteur. Moe woonde vanaf 1881 te Kopenhagen en werd in 1919 staatsburger van Denemarken. Hij was een van de belangrijkste Scandinavische boekillustrators uit de tijd rond de Eerste Wereldoorlog.

## Voorbeelden
Onder andere heeft Moe "De Deense Kroniek" (Danmarks Krønike) van de middeleeuwse geschiedschrijver Saxo Grammaticus geïllustreerd, wat een bekende Deense vertaling van Frederik Winkel Horn van Saxos' Gesta Danorum is, met talloze tekeningen. Dat geldt ook voor "De Saga van Örvar Odd, een Oud Noors romantisch Avontuur" van de Deense schrijver Adam Oehlenschläger. Moe staat ook bekend als auteur van boeken voor kinderen.